# 29897 Kossen
29897 Kossen este o planetă minoră (asteroid), cu un diametru de 11,602 km, din centura de asteroizi. A fost descoperită pe 7 aprilie 1999 la Stația Anderson Mesa de Lowell Observatory Near-Earth-Object Search. 
Obiectul prezintă o orbită caracterizată de o semiaxă mare de 3,227285 UAi, o excentricitate de 0,04, o înclinație de 4,15797 ° în raport cu ecliptica.